# Chmura znaczników

Chmura znaczników z nazwami powiązanymi z Web 2.0

Chmura znaczników, chmura tagów (ang. tag cloud) – graficzne zobrazowanie zawartości serwisu internetowego w postaci zestawu znaczników, które są zazwyczaj także linkami do odpowiedniej części tego serwisu. Najczęściej znaczniki-linki są uszeregowane alfabetycznie, natomiast wielkość i pogrubienie fontu poszczególnych znaczników–linków jest zależne od ważności lub popularności danego znacznika. Umożliwia to łatwe znalezienie danej kategorii zarówno alfabetycznie, jak i według ważności.
Po raz pierwszy na szerszą skalę ten sposób nawigacji w serwisie internetowym został zastosowany we flickr.com – serwisie gromadzącym i udostępniającym zdjęcia cyfrowe. Ta implementacja została oparta na rozwiązaniu Jima Flanagana pod nazwą Search Referral Zeitgeist – wizualizacja linków serwisu internetowego. Chmura znaczników została szerzej spopularyzowana między innymi przez serwis o blogach – Technorati.